# Divisione No. 1 (Saskatchewan)
La Divisione No. 1 è una divisione censuaria del Saskatchewan, Canada di 29 168 abitanti, che ha come capoluogo Estevan.

## Comunità
- Comunità principali
  - Arcola
  - Bienfait
  - Carlyle
  - Carnduff
  - Estevan
  - Lampman
  - Oxbow
  - Redvers
  - Stoughton
  - Wawota

- Municipalità rurali
  - RM No. 1 Argyle
  - RM No. 2 Mount Pleasant
  - RM No. 3 Enniskillen
  - RM No. 4 Coalfields
  - RM No. 5 Estevan
  - RM No. 31 Storthoaks
  - RM No. 32 Reciprocity
  - RM No. 33 Moose Creek
  - RM No. 34 Browning
  - RM No. 35 Benson
  - RM No. 61 Antler
  - RM No. 63 Moose Mountain
  - RM No. 64 Brock
  - RM No. 65 Tecumseh
  - RM No. 91 Maryfield
  - RM No. 92 Walpole
  - RM No. 93 Wawken
  - RM No. 94 Hazelwood